# Koloniale Conferentie van Berlijn

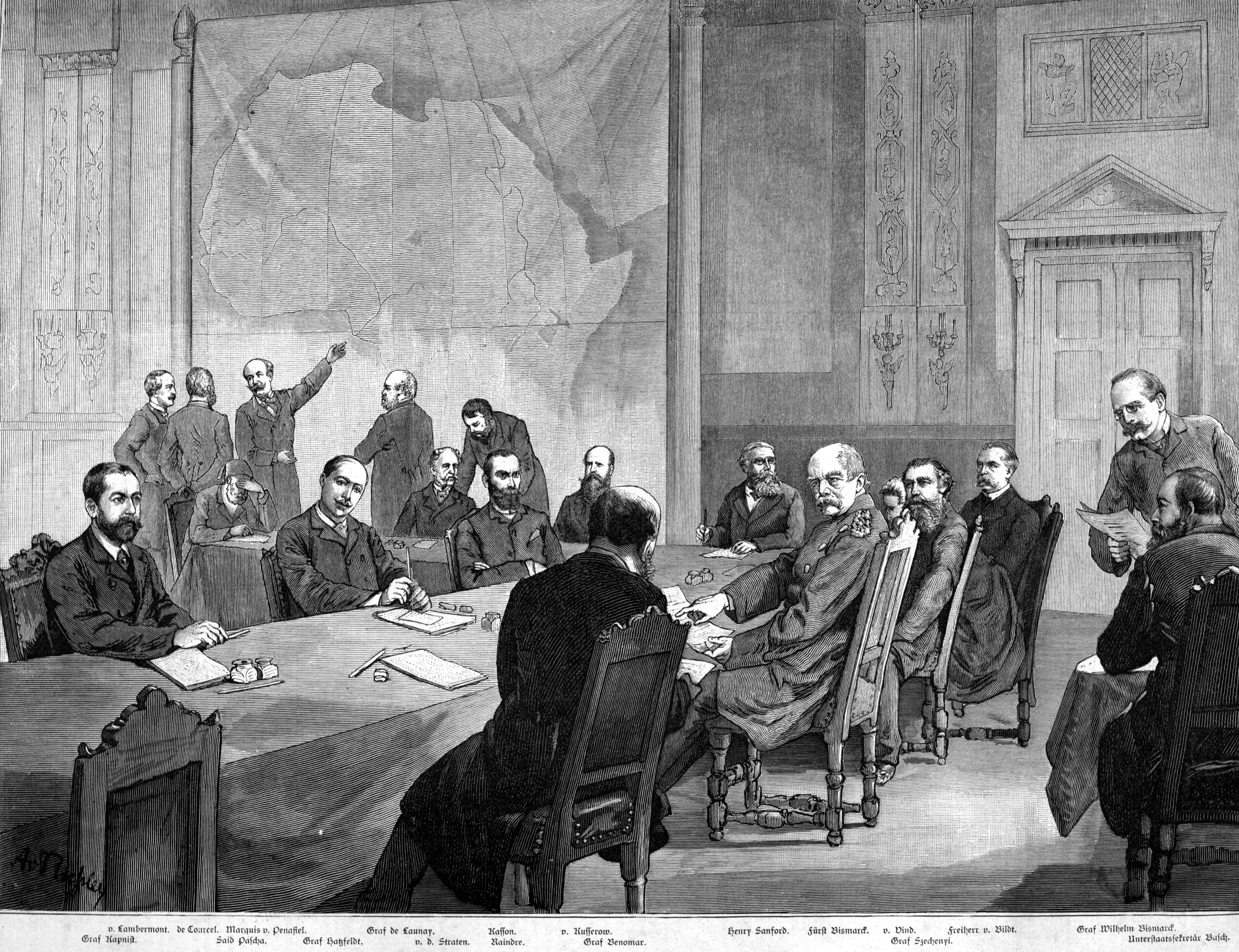
Tekening van de deelnemers aan de Congo-conferentie in 1884. (gebaseerd op een illustratie uit de "Illustrierte Zeitung") door Adalbert von Roessler.

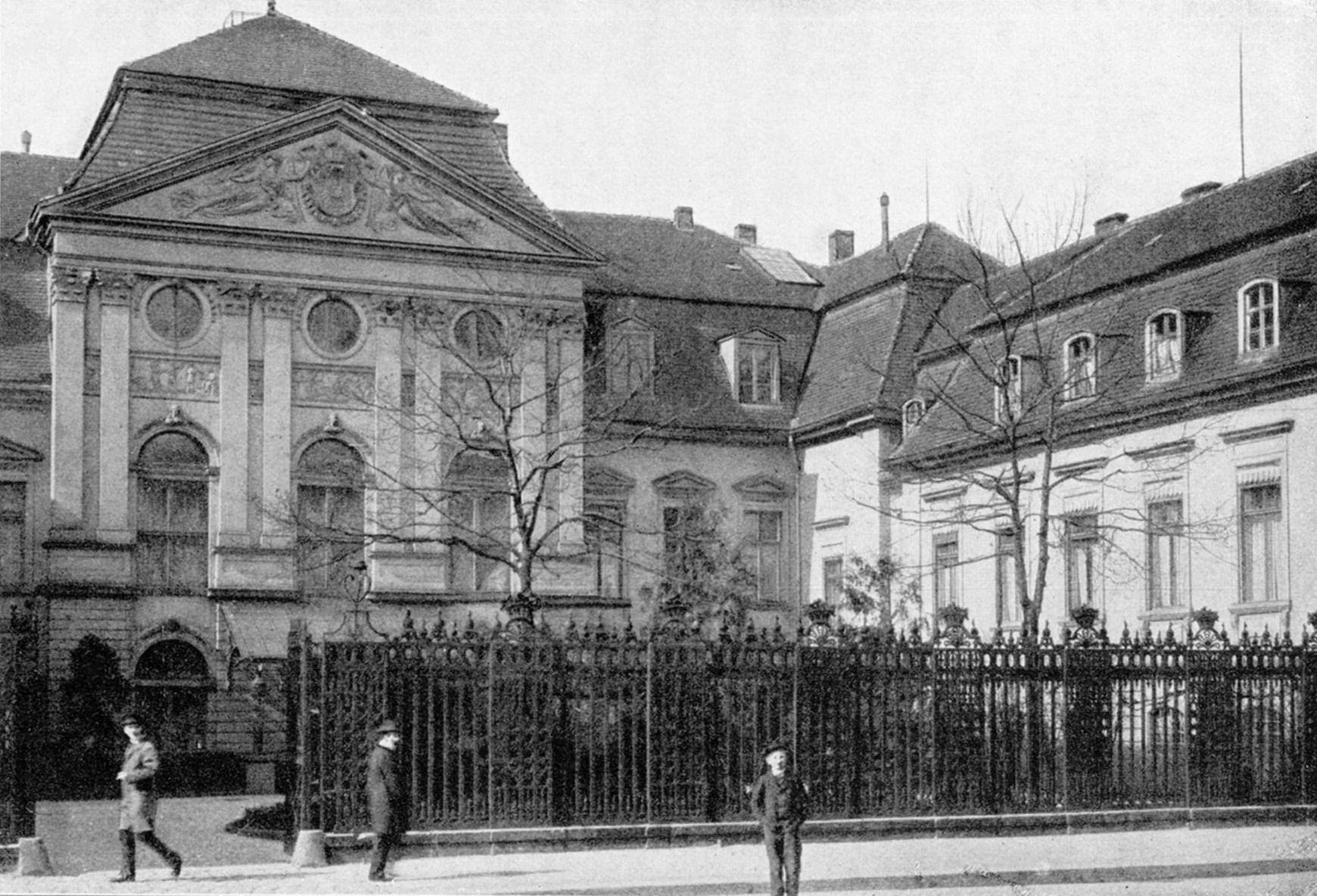
De conferentie werd gehouden in de oude Rijkskanselarij aan de Wilhelmstrasse in Berlijn.

De (Koloniale) Conferentie van Berlijn, ook wel de Congo- (Duits: Kongokonferenz) of West-Afrikaconferentie (Duits: Westafrika-Konferenz) genoemd, was een bijeenkomst van de belangrijkste Industriële mogendheden, gehouden in Berlijn in 1884-1885, over de verdeling van Afrika. De staten legden hierbij regels vast voor de verdere Wedloop om Afrika die al in volle gang was.
De conferentie vond plaats tussen 15 november 1884 en 26 februari 1885. Vertegenwoordigers van vijftien Europese mogendheden namen deel, evenals de Verenigde Staten en het Ottomaanse Rijk. Geen enkel Afrikaans staatshoofd werd uitgenodigd. Een verzoek tot uitnodiging van de Arabische Sultan van Zanzibar, Khalif bin Said, werd door de Britten afgewezen.
De conferentie werd bijeen geroepen door de Duitse kanselier Otto von Bismarck, na door hem te zijn voorbereid met premier Jules Ferry van de Derde Franse Republiek en op verzoek van de Belgische Koning Leopold II. Met het oog op het bevorderen van gezamenlijke handel op het Afrikaanse continent.
Het Verenigd Koninkrijk verwierf met toepassing van de afgesproken regels uiteindelijk het zuiden en oosten van Afrika, Frankrijk het noorden en westen, Duitsland verwierf het huidige Namibië, Kameroen, Togo en Tanzania, Italië het huidige Libië, Somalië en Eritrea, Portugal het huidige Angola en Mozambique, Centraal Afrika werd onder de Absolute Soevereiniteit van Koning Leopold II geplaatst en Spanje verwierf het zuiden van Marokko, de huidige Westelijke Sahara en het huidige Equatoriaal-Guinea.
Afrika bestond voor 1880 uit ca. 1.100 volkeren en in 1900 maar uit 40 landen. Van die 40 landen waren er 36 die een bestuur hadden onder leiding van een Europees land.

## Aanleiding en voorbereiding

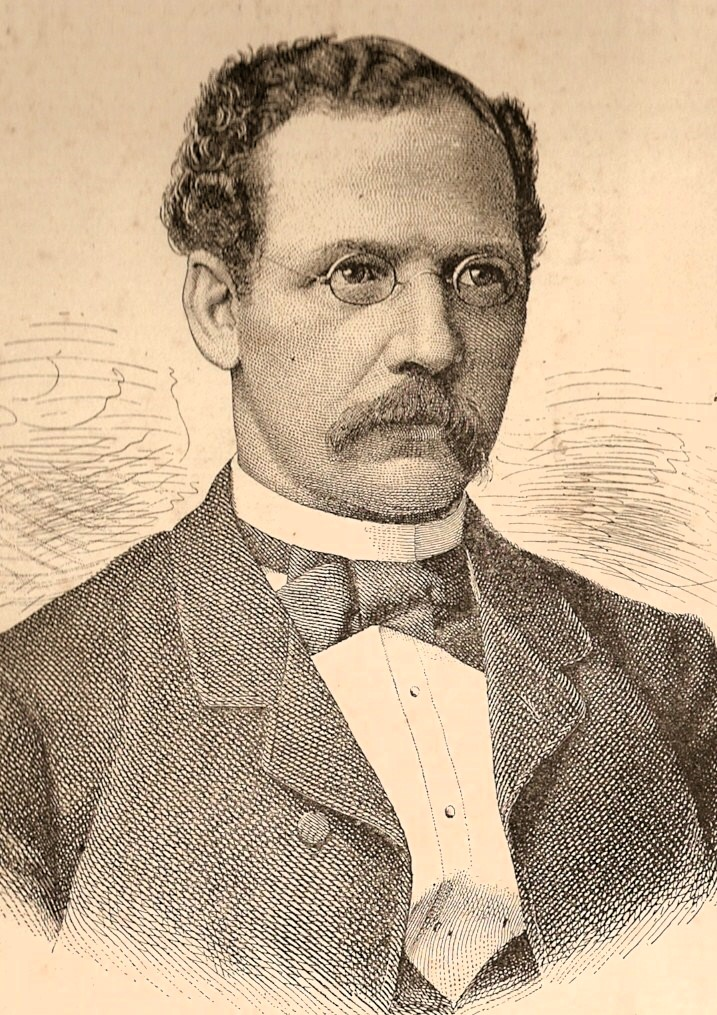
Adolf Lüderitz (rond 1885)

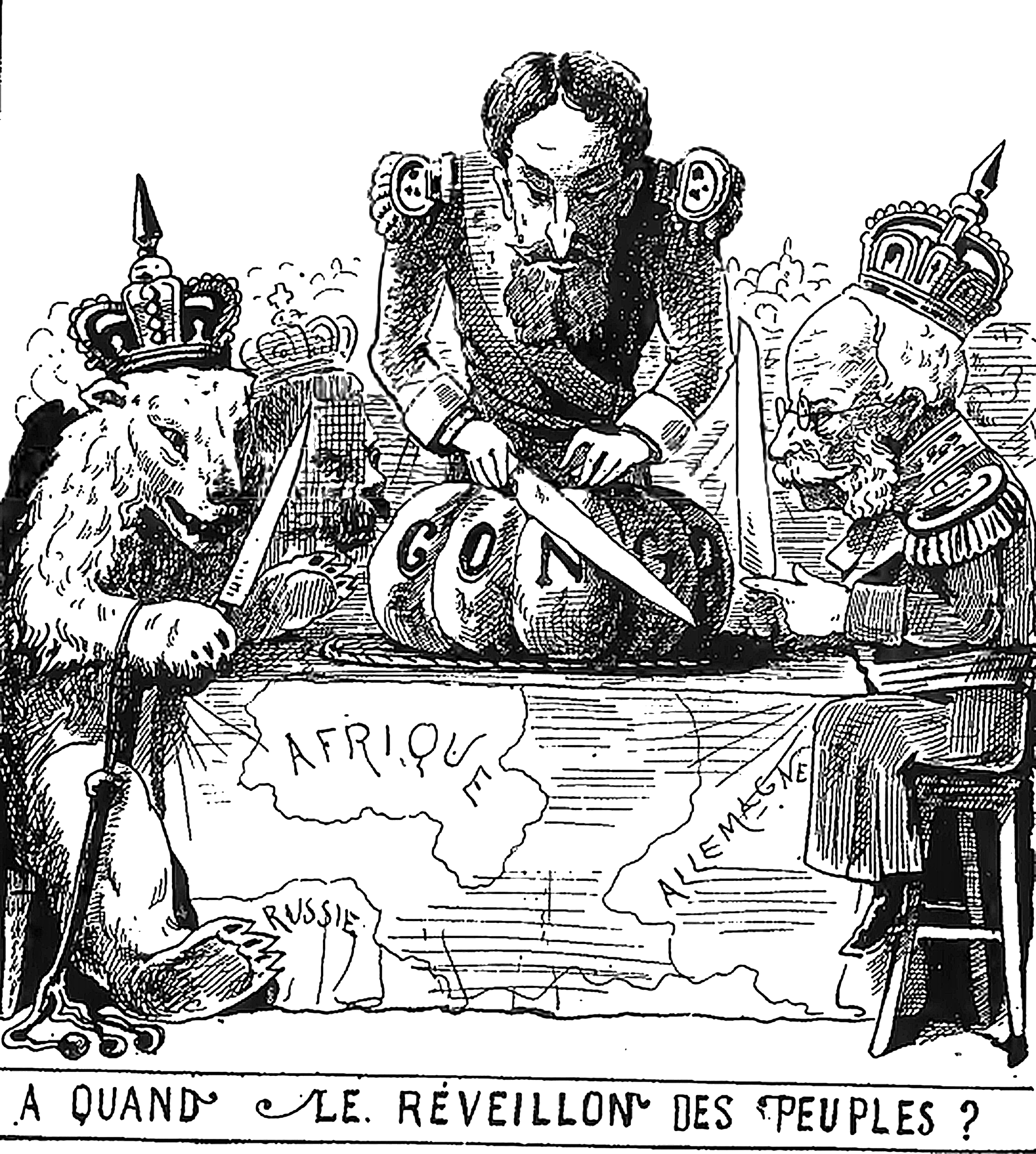
Kritisch politiek karikatuur met Leopold II en andere mogendheden op de conferentie in 1884

Bismarcks onverschilligheid tegenover koloniale politiek veranderde in het actief ontwikkelen van beleid toen in 1883 een tabakshandelaar uit Bremen, Adolf Lüderitz, een telegram stuurde met de mededeling dat hij de Duitse vlag had gehesen op een smalle strook land aan de Atlantische kust van zuidelijk Afrika. Lüderitz had het land gekocht van leden van de Nama-stam voor tweehonderd geladen geweren en een kist goud. De Nama hadden de geweren nodig voor hun voortdurende oorlogen tegen hun historische vijanden, de Herero. Bismarck gaf uiteindelijk toe en erkende Lüderitzland als Duitse kolonie.
Daarna deelde Bismarck de Rijksdag mee dat hij voortaan de vlag zou hijsen wanneer gevestigde Duitse kooplieden de bescherming van de staat vroegen. "Wij willen geen kolonies kunstmatig vestigen," verklaarde Bismarck. "maar als ze ontstaan, zullen we proberen ze te beschermen." Hij hoopte op een imperium dat de staat niet veel geld zou kosten: "Bedienden van de handelshuizen, geen Duitse generaals," zouden de regeringsfuncties op zich nemen.
Aan de conferentie ging een reeks gesprekken vooraf tussen de Duitse minister-president Bismarck en de Franse premier Jules Ferry. Doel was te komen tot een bondgenootschap om enerzijds het streven van het Verenigd Koninkrijk te dwarsbomen de macht te veroveren in Egypte, met het geopolitiek belangrijke nieuwgebouwde Suezkanaal, anderzijds de koloniale belangen van Duitsland in Kameroen, de Fiji-eilanden en Nieuw-Guinea veilig te stellen. Zij stelden samen de agendapunten op.

## Gevolgen van de conferentie
De onder historici veelgehoorde zienswijze dat de verzamelde afgevaardigden naar de Koloniale conferentie van Berlijn, Afrika "in stukken hebben gehakt" is volgens de Amerikaanse professor Bruce Gilley onjuist. Ten eerste waren de veroveringstochten en inventarisatie expedities al aan de gang toen Bismarck het koloniale veld betrad. De conferentie was een reactie op, niet een oorzaak van, uitgebreide koloniale aanspraken. De wedloop om Afrika riep aan alle kanten spanningen, verdenkingen en angsten op. Bismarck wilde hierbij spelregels vastleggen om oorlogen tussen rivaliserende kolonialisten te voorkomen.
Sommige juristen zien de resultaten van de conferentie veelal als het ontwerpen van een juridisch en politiek raamwerk waarbinnen rechten van koloniale mogendheden op grondgebieden in Afrika min of meer vanzelfsprekend zijn en rechten van de lokale bevolking op een eigen of autonoom bestuur onzichtbaar werden. De ideologie van het kolonialisme werd zo de officiële hoofdregel.
Anderen stellen dat de invloed van de conferentie op de verdere ontwikkelingen wordt overdreven in die zin dat het niet is gelukt internationale regels te geven en te handhaven. Centraal Afrika zou bijvoorbeeld een vrije handelszone worden maar kwam onder de absolute heerschappij van koning Leopold II, onder wiens régime in navolging van de Conventie van Brussel (1890) toch heffingen werden ingevoerd onder het mom van de strijd tegen de Arabische slavenhandel. Verder zou de grote opdeling in de praktijk merendeels al hebben plaatsgevonden.
De Britse historicus Matthew Craven stelt dat de regels die kolonialisatie zouden hebben moeten voorkomen en bescherming van vrije handel hadden moeten bevorderen, ertoe hebben gevoerd dat nagenoeg heel Afrika werd gekolonialiseerd.

## Kunstmatige grenzen
|  | België   |  | Duitsland     |  | Italië           |
|  | Spanje   |  | Frankrijk     |  | Groot-Brittannië |
|  | Portugal |  | Onafhankelijk |  |                  |

Europese bezit op Afrika in 1913 met de hedendaagse landsgrenzen.

De Franse wetenschapper Camille Lefebvre toonde aan dat koloniale bestuurders zich moeite hebben getroost om uit te zoeken waar de grenzen zouden moeten worden getrokken. Daarbij maakten zij gebruik van lokale kennis. De latere eis van critici om de grenzen opnieuw te trekken langs etnische lijnen, had volgens haar "het paradoxale effect dat de geschiedenis van de Afrikaanse politieke structuren en de rol van de plaatselijke bevolking bij het bepalen van de koloniale grenzen werden uitgewist". Dit weerspiegelde een racistisch idee "dat de essentie van Afrikanen te vinden is in hun etniciteit."
De uiteindelijke kronkelige grens tussen bijvoorbeeld Duits Kameroen en de naburige Britse en Franse koloniën was het resultaat van veldonderzoeken die tussen 1902 en 1913 in opdracht van Europese mogendheden werden uitgevoerd met inheemse gidsen. "De grens is zoveel mogelijk natuurlijk, maar waar mogelijk is rekening gehouden met de grenzen van de stammen", het trekken van grenzen op een kaart zou weinig betekenen als zij niet konden worden gehandhaafd, en de handhaving hing op haar beurt af van de plaatselijke sociale en economische omstandigheden.
Wat echter ook juist is, is dat de door de kolonialisten getrokken grenzen niet altijd samenvielen met etnische grenzen. Veel etnische groepen kwamen aan verschillende kanten van grenzen terecht, omdat het zowel onpraktisch als, in de ogen van Lefebvre, racistisch zou zijn geweest om "etnische thuislanden" af te bakenen. Als er al sprake is van een "hooghartige" veronderstelling, dan is het wel de veronderstelling van latere critici dat Afrikanen in wezen tribaal zijn en georganiseerd moeten worden op stammenlijnen. De grenzen zouden dus opnieuw moeten worden getrokken, niet op basis van politieke, sociale en economische logica, maar op basis van etnisch essentialisme.
Toen de apartheidsstaat Zuid-Afrika dergelijke etnische "thuislanden" creëerde, werden deze ronduit bespot omdat zij etnische getto's creëerden die afgesneden waren van moderne economische en politieke ontwikkelingen. Toch is de "kunstmatige grenzen"-kritiek op de grenzen die het resultaat zijn van de Conferentie van Berlijn een oproep tot juist zulke apartheidsachtige "thuislanden".

## Participanten
| deelnemende staten   | Staatshoofd         | regeringshoofd                 | Vertegenwoordigers/deelnemers                                                          |
| -------------------- | ------------------- | ------------------------------ | -------------------------------------------------------------------------------------- |
| Duitse Keizerrijk    | Wilhelm I           | Otto von Bismarck              | Otto von Bismarck, Paul von Hatzfeldt, Clemens Busch en Heinrich von Kusserow          |
| Oostenrijk-Hongarije | Frans Jozef I       | Gusztáv Kálnoky                | Emmerich Széchényi de Sárvár-Felsővidék                                                |
| België               | Leopold II          | Auguste Beernaert              | Gabriel Auguste van der Straten-Ponthoz en Auguste Lambermont                          |
| Denemarken           | Christiaan IX       | Jacob Brønnum Scavenius Estrup | Emil von Vind                                                                          |
| Spanje               | Alfons XII          | Antonio Cánovas del Castillo   | Francisco de Benomar                                                                   |
| Verenigde Staten     | Chester Alan Arthur | Chester Alan Arthur            | John A. Kasson, Henry Shelton Sanford en Henry Morton Stanley (Als technisch adviseur) |
| Frankrijk            | Jules Grévy         | Jules Ferry                    | Alphonse Chodron de Courcel en Édouard Engelhardt                                      |
| Italië               | Umberto I           | Giovanni Giolitti              | Eduardo de Launay                                                                      |
| Nederland            | Willem III          | Jan Heemskerk                  | Philipp van der Hoeven                                                                 |
| Portugal             | Lodewijk I          | Fontes Pereira de Melo         | António de Serpa Pimentel                                                              |
| Verenigd Koninkrijk  | Victoria            | William Ewart Gladstone        | Edward Malet                                                                           |
| Rusland              | Alexander III       | Michail von Reutern            | Pjotr Kapnist                                                                          |
| Zweden-Noorwegen     | Oscar II            | Robert Themptander             | Gillis Bildt                                                                           |
| Ottomaanse Rijk      | Abdülhamit II       | Mehmed Said Pasha              | Mehmed Said Pasha                                                                      |

## Bepalingen van de Algemene Akte

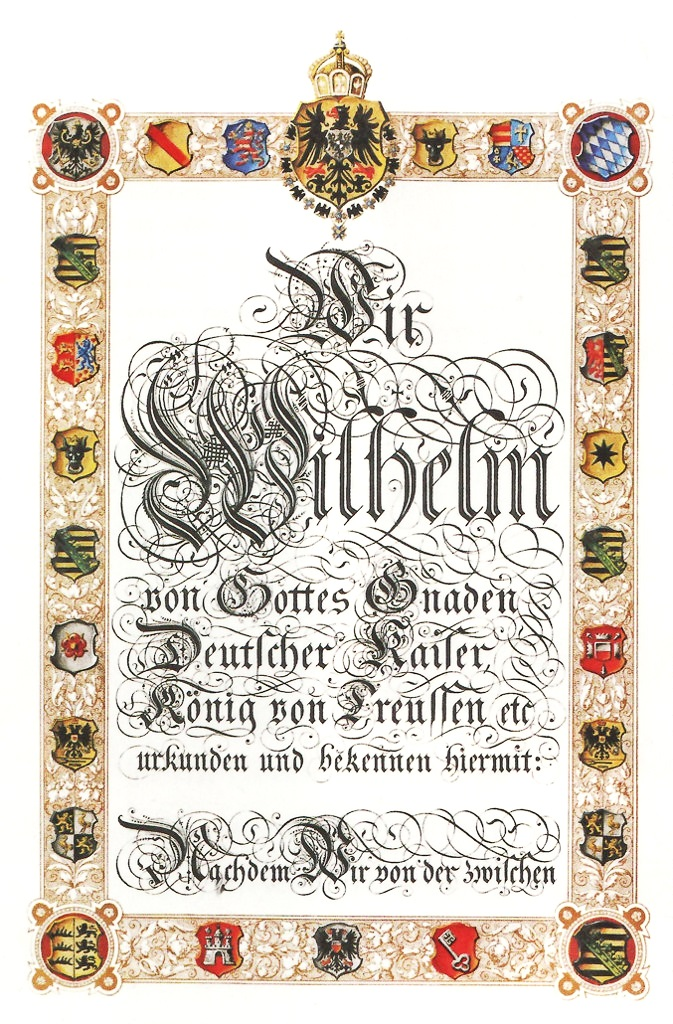
Titelpagina van het Duitse bekrachtigingsdocument van de slotakte van de Congo-conferentie van 8 april 1885

Door de Algemene Akte van de Conferentie van Berlijn werd op 26 februari 1885 bepaald:
- Vrijheid van handel en scheepvaart op de Kongo.
- Neutraliteit van de Congolese gebieden in geval van conflict.
- Feitelijke inbezitname met het oog op het doen gelden van rechten.
- Materiële en geestelijke verheffing van de inheemse bevolking.
- Bestrijding van de Arabische slavenhandel.

## Nasleep
In vrijwel heel Afrika werd het kolonialisme geïntroduceerd als een resultaat van deze conferentie. De gevolgen van deze kolonisatie waren breed en divers. Europese bedrijven kregen concessies om natuurlijke hulpbronnen te ontginnen, zoals goud, koper, rubber, ivoor en cacao.
Tegelijkertijd werd de inheemse bevolking vaak onderworpen aan een Europese levensstijl, waarbij ze gedwongen werden Europese producten te kopen, waaronder industrieel vervaardigde kleding. Het vervaardigen van dergelijke industriële producten kwam overigens dikwijls tot stand door middel van kinderarbeid. Bovendien had de industrie in steden als Manchester, Rijsel, Turijn & Gent, belangrijke centra van de industriële revolutie, een aanzienlijke invloed op zowel de productie als verspreiding van deze producten.
Na de conferentie waren alleen Ethiopië, Oranje Vrijstaat en de Zuid-Afrikaansche Republiek nog onafhankelijk. De laatste twee werden na enkele decennia alsnog veroverd door het Verenigd Koninkrijk, Ethiopië werd in 1936 veroverd door Italië en bleef diens kolonie tot 1941. Formeel werd ook de Onafhankelijke Congostaat (État independant du Congo) een onafhankelijk land onder de Absolute Soevereiniteit van Koning Leopold II. België reageerde niet enthousiast, maar het parlement gaf op 30 april de koning toestemming ook koning van Congo te zijn, mits geen beroep zou worden gedaan op financiële of militaire steun.